# 木島村 (大阪府)
木島村（きしまむら）は、かつて大阪府にあった村。現在の貝塚市中部にあたる。村名の由来は、『和名抄』などに見られる郷名「木島」より。

## 歴史
- 1889年（明治22年）4月1日 - 南郡清児村、名越村、森村、三ツ松村、水間村が合併して、南郡木島村が発足。大字森に村役場を設置。
- 1896年（明治29年）4月1日 - 泉南郡が成立。
- 1935年（昭和10年）4月15日 - 泉南郡貝塚町に編入される。

## 交通

### 鉄道路線
- 水間鉄道
  - 水間線
    - 清児駅、名越駅、森駅、三ツ松駅、水間駅（現・水間観音駅）

現在は上記の他に水間線三ヶ山口駅が所在するが、当時は未開業。

### 道路
- 水間街道